# Svjetsko prvenstvo u košarci – Urugvaj 1967.
Svjetsko prvenstvo u košarci 1967. održano je u Urugvaju 1967. godine.
Za reprezentaciju Jugoslavije nastupili su ovi hrvatski igrači: Krešimir Ćosić, Josip Đerđa, Petar Skansi, Rato Tvrdić, Nemanja Đurić i Dragan Kovačić.